# Pielweichs
Pielweichs ist ein Stadtteil der Stadt Plattling. Das Kirchdorf liegt im Landkreis Deggendorf in Niederbayern. Durch die Eingemeindung am 1. Juli 1971 hat Pielweichs seine kommunale Eigenständigkeit verloren.

## Geschichte
Entstanden ist Pielweichs um die Filialkirche St. Stephanus. Es wird von der Pfarrei St. Magdalena Plattling mit betreut. In den letzten Jahren ist der Ort durch das Baugebiet am Steinfeld stark gewachsen. Seit Sommer 2006 ist neues Baugebiet „Pielweichser Feld“ ausgewiesen worden. Pielweichs ist mittlerweile eine reine Wohngegend. Geschäfte sind zu Fuß und auch per Rad schnell zu erreichen.

## Verkehrsanbindung
Durch den Ort führt der Isarradweg. Autofahrer sind in ca. drei Minuten auf der Bundesautobahn 92 München–Deggendorf.

## Freizeit
Es gibt im Ort seit 1894 die Freiwillige Feuerwehr und außerdem den Rad- und Wanderverein. Auf den zahlreichen Altwässern und Kiesseen rund um den Ort ist im Winter das Eisstockschießen sehr beliebt.

## Kraftwerk
Im Südosten des Stadtteils liegt die Isar, die seit 1994 vom Wasserkraftwerk Pielweichs zur Stromerzeugung genutzt wird.